# Port Heiden
Port Heiden é uma cidade localizada no estado americano de Alasca, no Distrito de Lake and Peninsula.

## Demografia
Segundo o censo americano de 2000, a sua população era de 119 habitantes.
Em 2006, foi estimada uma população de 100, um decréscimo de 19 (-16.0%).

## Geografia
De acordo com o United States Census Bureau, a localidade tem uma área de 133,0 km², dos quais 131,3 km² cobertos por terra e 1,7 km² cobertos por água.

## Localidades na vizinhança
O diagrama seguinte representa as localidades num raio de 96 km ao redor de Port Heiden.